# Albertine Necker de Saussure
Albertine Adrienne Necker de Saussure (9 d'abril de 1766, a Ginebra – 13 d'abril de 1841, a Mornex, al Salève, prop de Ginebra) va ser una escriptora i pedagoga ginebrina i després suïssa, i una de les primeres defensores de l'educació per a les dones.

## Biografia
Albertine Necker de Saussure era filla del científic ginebrí Horace-Bénédict de Saussure (1740-1799), un conegut físic, geòleg, meteoròleg i explorador alpí, i d'Albertine-Amélie Boissier (1745-1817). Horace-Bénédict, que creia que les escoles de l'època eren molt dolentes, i va preferir ensenyar als seus tres fills a casa. Va aprendre anglès, alemany, italià i llatí, i el seu pare també la va formar en ciències. Albertine "va heretar una gran part de l'energia intel·lectual del seu pare així com del seu entusiasme per la reforma educativa". Tot i que era calvinista, les seves opinions religioses eren d'una ment àmplia i tolerant.

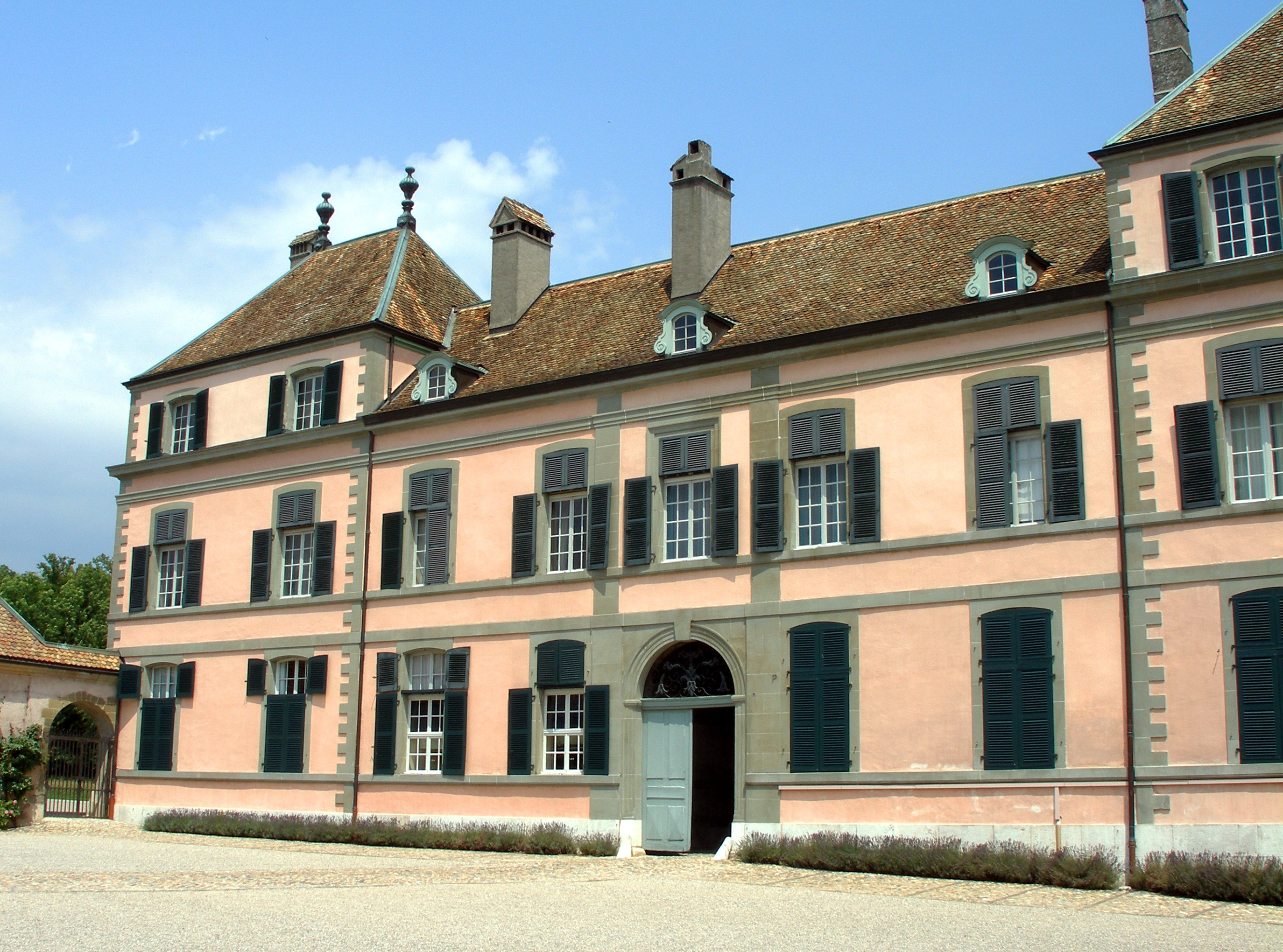
Castell de Coppet

El 1785, a 19 anys, Albertine es va casar amb Jacques Necker (1757-1825), capità de la cavalleria francesa. Era fill de Louis Necker i el nebot i homònim del ministre de finances de Lluís XVI, Jacques Necker. La Revolució Francesa va posar fi a la carrera militar de Necker i, el 1790, va començar a ensenyar botànica a la Universitat de Ginebra, feina que va obtenir gràcies al cognom de la seva dona. Ella inicialment escrivia les conferències de botànica del seu marit, però finalment va arribar a ser professora de botànica a la universitat. Va educar els seus propis fills en una àmplia gamma de matèries, incloses les ciències. Vivien a Cologny, Suïssa i es va convertir en una amiga íntima de la cosina del seu marit, l'escriptora i intel·lectual Germaine de Staël.
El germà d'Albertine, Nicolas-Théodore de Saussure, va esdevenir un conegut químic i un investigador pioner en la fotosíntesi i la fisiologia vegetal. A més, el seu besoncle Charles Bonnet, com el seu pare, era un naturalista famós.
Albertine va defensar que el matrimoni no era l'única cosa pel que havia de lluitar una dona, i que les dones no s'havien d'educar únicament per agradar als homes. S'ha comparat amb Mary Wollstonecraft per creure que les dones solteres s'han de mantenir elles mateixes a través de l'educació.

## Ciència

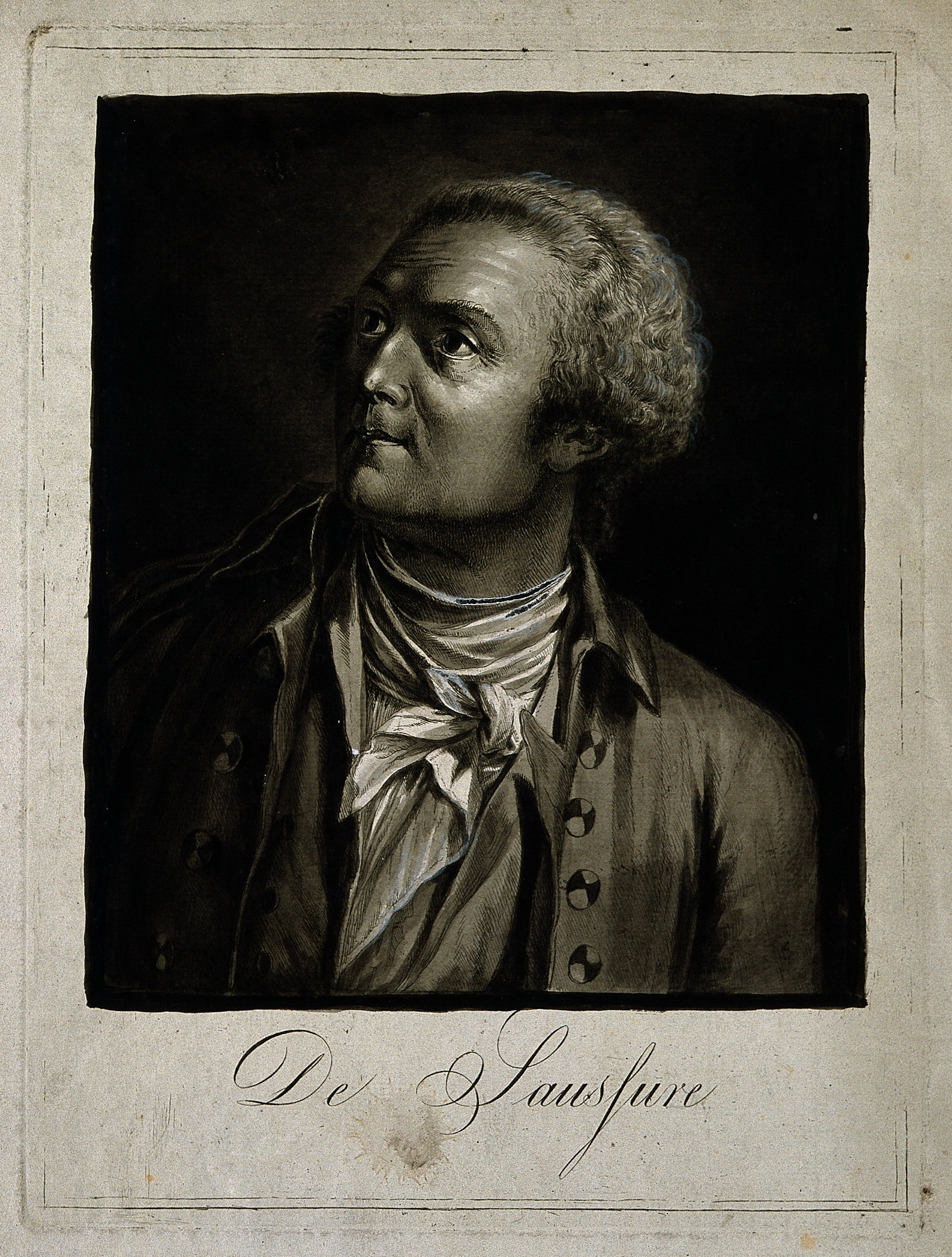
Horace Bénédict de Saussure

Encoratjada pel seu pare científic, Horace Bénédict de Saussure, Albertine va començar, cap als 10 anys, a fer un diari on anotava les seves observacions científiques. Amb el temps, es va convertir en una experimentalista activa i durant un intent de preparar oxigen es va cremar molt la cara. De jove, va fer expedicions geològiques i botàniques amb el seu pare, però la seva activitat científica va disminuir després del seu matrimoni.
Necker de Saussure es va familiaritzar amb diversos científics coneguts de la seva època. El químic Louis-Bernard Guyton de Morveau va escriure que havia revifat el seu interès per la química durant una visita que li va fer. Altres químics francesos famosos que va visitar van incloure Antoine Lavoisier ; Antoine-François de Fourcroy; i Claude-Louis Berthollet. En una carta al seu pare, Albertine va descriure experiments que va fer als seus laboratoris.

## Obres
L'obra literària d'Albertine Necker de Saussure va començar relativament tard en la vida, quan els seus fills ja eren grans. La seva obra principal, l'Education Progressive o Etude du Cours de la Vie (1828), va ser un estudi llarg i influent de la teoria de l'educació i l'educació de les dones. L'obra es divideix en dues parts, originàriament en tres volums que es van publicar successivament. En els dos primers volums, en què examina l'educació general, segueix el nen des del naixement fins als catorze anys. El tercer volum està dedicat a l'educació de la dona. Albertine creia que els assoliments educatius de les dones eren diferents dels dels homes perquè les dones no tenien les mateixes oportunitats que els homes. Volia que les dones complissin les seves obligacions religioses, familiars i socials, però que ho fessin d'una manera autònoma, i pretenia ensenyar a les dones a ser desinteressades però també a ser capaces de fer judicis independents. A més, creia que, històricament, les actituds socials havien estat perjudicials per a la dignitat de les dones i que els rastres d'això romanien en el sentit de les dones de si mateixes. Ella volia canviar-ho.
Albertine també va escriure una biografia de la seva amiga Germaine de Staël per a la primera edició recopilada de les obres de Staël, el 1821. A més, va autoritzar una traducció francesa de Vorlesungen über dramatische Kunst und Literatur (1809-1811) d'August Wilhelm Schlegel.

## Llegat
L'obra d'Albertine Necker de Saussure l'Education Progressive és reconeguda com un clàssic de l'educació i va tenir influència a l'Anglaterra del segle xix. Va estar activa al Groupe de Coppet, un saló que va assolir rellevància durant els anys entre la Revolució Francesa i la Restauració Suïssa, i se li ha atribuït la difusió de l'esperit del Coppet a una nova generació dels aristòcrates de Ginebra, inclòs Adolphe Pictet. El retrat d'Albertine asseguda al costat de la seva cistella de teixir es considera un símbol més adequat d'una genovesa de la Il·lustració tardana.
Albertine Necker de Saussure és una de les 999 dones notables els noms de les quals estan inscrits al Heritage Floor de la peça d'instal·lació de Judy Chicago The Dinner Party al Brooklyn Museum, Nova York.

## Família
Albertine Necker de Saussure i el seu marit, Jacques Necker, van tenir quatre fills. Un d'ells va ser el cristal·lògraf i geòleg Louis Albert Necker, H FRSE FGS (1786-1861) El nebot d'Albertine, Ferdinand de Saussure (1857-1913), es va convertir en un important lingüista i estudiant de semiòtica.